# Decode
"Decode" je pjesma rock sastava Paramore snimljena za album Twilight. Ujedno je i glavna pjesma za film Sumrak.

## Lista pjesme

### Promotivni i britanski CD singl
1. "Decode" - 4:22
2. "Decode"
3. "Full Moon" (The Black Ghosts)

## Ljestvice
| Ljestvica (2008.–2009.)                | Najviša pozicija |
| -------------------------------------- | ---------------- |
| Australija                             | 12               |
| Čile                                   | 4                |
| Kanada                                 | 48               |
| Kolumbija                              | 2                |
| Finska                                 | 9                |
| Latvija                                | 6                |
| Meksiko                                | 27               |
| Salvador                               | 3                |
| Novi Zeland                            | 15               |
| SAD (Billboard Hot 100)                | 33               |
| SAD (Billboard Hot Modern Rock Tracks) | 5                |
| SAD (Billboard Pop 100)                | 30               |
| Švicarska                              | 78               |
| Ujedinjeno Kraljevstvo                 | 52               |